# Zorzines formosensis
Zorzines formosensis är en fjärilsart som beskrevs av Inoue 1988. Zorzines formosensis ingår i släktet Zorzines och familjen nattflyn. Inga underarter finns listade i Catalogue of Life.